# سول غي هيون
سول كي هيون، من مواليد 8 يناير 1978 في جيونغسيون في كوريا الجنوبية، وهو لاعب كرة قدم كوري جنوبي لعب نادي الهلال السعودي معاراً من نادي فولهام الإنجليزي ومنتخب كوريا الجنوبية لكرة القدم.
بدأ سول مسيرته مع نادي أنتويرب البلجيكي في موسم 2000/2001، ولعب لهم 25 مباراة وسجل 10 أهداف، وفي عام 2001م انتقل إلى نادي أندرلخت البلجيكي، ولعب معهم لمدة 4 مواسم وشارك في 72 مباراة وسجل 18 هدف، وفي عام 2004 انتقل إلى نادي وولفرهامبتون واندرز الإنجليزي، ولعب معهم 69 مباراة وسجل معهم 8 أهداف، وفي عام 2006م انتقل إلى نادي ريدينغ.
وفي عام يناينر 2010 أنتقل الاعب إلى نادي بوهانج ستيلرز الكوري
بدأ سول باللعب مع منتخب كوريا الجنوبية لكرة القدم منذ عام 2000م، وقد شارك معهم في كأس العالم لكرة القدم 2002م وكأس العالم لكرة القدم 2006.

## كأس آسيا 2004
سجل هدفاً في مرمى منتخب إيران لكرة القدم.

## روابط خارجية
- سول غي هيون على موقع الاتحاد الدولي (مؤرشف)  (الإنجليزية)
- سول غي هيون على موقع دوري كوريا الجنوبية (الإنجليزية)
- سول غي هيون على موقع قاعدة بيانات كرة القدم.إي يو (الإنجليزية)
- سول غي هيون على موقع ناشيونال فوتبول تيمز (الإنجليزية)
- سول غي هيون على موقع Soccerbase.com (لاعب) (الإنجليزية)
- سول غي هيون على موقع Soccerway.com (الإنجليزية)
- سول غي هيون على موقع عالم كرة القدم.نت (الإنجليزية)